# International Society for Individual Liberty
La International Society for Individual Liberty (ISIL), en español Sociedad Internacional para la Libertad Individual, es una entidad sin fines de lucro, y una agrupación apartidista para la educación en los principios libertarios: soberanía individual, no coacción y mercado libre. Alienta el activismo en temas libertarios y de derechos individuales por medio de "estrategias libremente elegidas" por sus miembros. 
Su historia se remonta a 1969 como la Sociedad para la Libertad Individual fundada por Don Ernsberger y Dave Walter. El nombre actual se adoptó en 1989 tras una fusión con la Internacional Libertaria, coordinada por Vincent Miller, que fue nombrado presidente de la nueva organización. Cuenta con miembros en más de 90 países. Su sede se encuentra en Benicia, California.
La sociedad patrocina una conferencia anual internacional, patrocina una variedad de materiales educativos y proyectos de sus miembros a través de su sitio web, entre ellos el videohit Filosofía de libertad (una animación introductoria a las ideas libertarias), y en los últimos años ha incorporado otras entidades libertarias como Laissez Faire Books y Freedom News Daily.